# 撞擊結構

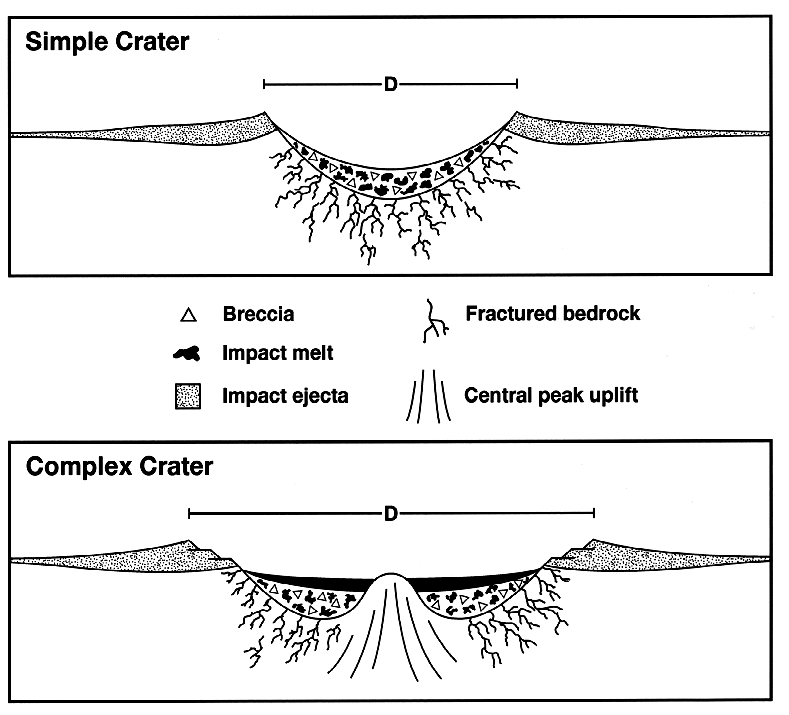
撞擊坑的結構

撞擊結構（Impact structure）與撞擊事件造成的撞擊坑密切相關。這個詞是指因為侵蝕和沉積，已經難以從外表察覺是撞擊坑的區域，這是在地球上幾乎所有古老撞擊坑的命運；不像月球等太陽系中大多數以岩石組成的天體可以保存許多古老撞擊坑。撞擊結構還可用另一個較少用的詞 Astrobleme 代表，意思是「星體的傷痕」。
在一個撞擊結構中，肉眼可見的典型撞擊坑地形特徵是不明顯的。任何曾經存在的隕石碎片都會在長時間之後因為侵蝕而消失。可能的撞擊結構可以藉著地質或地球物理的異常特徵進行初步認定。進一步認定則必須要藉由尋找撞擊時產生的礦物（尤其是衝擊石英）、破裂錐、來自外太空物質的地球化學證據確定。

## 外部連結
- Terrestrial Impact Craters （页面存档备份，存于） at the Lunar and Planetary Institute